# Liste der denkmalgeschützten Objekte in Ellmau
Die Liste der denkmalgeschützten Objekte in Ellmau enthält die 5 denkmalgeschützten, unbeweglichen Objekte der Tiroler Gemeinde Ellmau.

## Denkmäler
| Foto  |                 | Denkmal | Standort                                | Beschreibung | Metadaten |
| ----- | --------------- | --- | --------------------------------------- | --- | --- |
| ja BW | Datei hochladen | Kath. Pfarrkirche hl. Michael und Friedhof mit Kriegerdenkmal HERIS-ID: 55334 Objekt-ID: 63956 TKK: 2873, 140592, 140593 | Kirchplatz 1 Standort KG: Ellmau        | Eine Kirche wurde um 1215 und 1378 urkundlich genannt. Die heutige barocke Kirche wurde 1740/1746 durch den Schwazer Baumeister Jakob Singer erbaut. Der Friedhof bestand bereits um die gotische Kirche, wurde im 18. Jahrhundert im Zuge des Kirchenneubaues vergrößert und 1968 abermals erweitert. Er ist von einer schindelgedeckten Umfassungsmauer mit pfeilergeschmückten, schmiedeeisenvergitterten Toren umgeben. Das Kriegerdenkmal bestehend aus einer schlichten Steinstele mit Kreuz, geschwungener Verdachung und Inschriftentafeln wurde in den 1960er Jahren errichtet. | BDA-Hist.: Q38064771 Status: § 2a Stand der BDA-Liste: 2025-06-30 Name: Kath. Pfarrkirche hl. Michael und Friedhof mit Kriegerdenkmal GstNr.: .11, 26 St. Michael (Ellmau) |
| ja    | Datei hochladen | Totenkapelle/St. Anna-Kapelle HERIS-ID: 106506 Objekt-ID: 123679 TKK: 2874                                               | bei Kirchplatz 1 Standort KG: Ellmau    | Die Kapelle wurde um 1740 anstelle eines 1513 geweihten Beinhauses neu gebaut. Der einjochige Mauerbau mit steilem Satteldach über breiter Hohlkehle und eingezogenem Rundbogenchor ist giebelseitig über ein Rundbogenportal mit abgefaster Laibung und Rahmenfüllungstüre erschlossen. Die Wandöffnungen und Hohlkehle sind farblich differenziert. Das Innere ist von einer Stichkappentonne über Pilastergliederung überwölbt und mit dekorativen und figuralen Gewölbemalereien (Herz Jesu, Herz Mariä, Anna mit Maria) aus der Zeit um 1838 versehen.                              | BDA-Hist.: Q37807913 Status: § 2a Stand der BDA-Liste: 2025-06-30 Name: Totenkapelle/St. Anna-Kapelle GstNr.: .11 St. Anna (Ellmau)                                        |
| ja    | Datei hochladen | Seelenkapelle mit Ossarium HERIS-ID: 106507 Objekt-ID: 123680 TKK: 2876                                                  | Kirchplatz 1 Standort KG: Ellmau        | Der monumentale barocke Bildstock mit steilem schindelgedecktem Satteldach und hoher Rundbogennische ist in die westliche Friedhofsmauer eingebunden. Die Nische schmückt ein Wandgemälde des Jüngsten Gerichts mit dem Erzengel Michael aus dem 18. Jahrhundert. Im Sockel befindet sich eine schmiedeeisenvergitterte Bogennische mit Beinhaus. | BDA-Hist.: Q37807922 Status: § 2a Stand der BDA-Liste: 2025-06-30 Name: Seelenkapelle mit Ossarium GstNr.: .11                                                             |
| ja    | Datei hochladen | Bauernhaus Wegmacher, Heimatmuseum HERIS-ID: 106525 Objekt-ID: 123699 TKK: 2856                                          | Steinerner Tisch 27 Standort KG: Ellmau | Der quergeteilte, zweigeschoßige Einhof mit Satteldach ist seit 1766 urkundlich belegt. Er wurde 1896 aufgestockt und 2003 als Heimatmuseum adaptiert. Der Wohnteil im Südosten über giebelseitig erschlossenem Mittelflurgrundriss ist in eng verfugter Blockbauweise mit Klingschrotverbindungen ausgeführt. Im ersten Obergeschoß befindet sich ein umlaufender Söller, im Giebelfeld ein kleiner Söller. Der nach Nordwesten anschließende Wirtschaftsteil hat einen gemauerten Stall, die Heulege darüber ist als senkrecht verschalter Riegelbau gezimmert.                        | BDA-Hist.: Q37807955 Status: § 2a Stand der BDA-Liste: 2025-06-30 Name: Bauernhaus Wegmacher, Heimatmuseum GstNr.: 1662/4 Heimatmuseum Ellmau                              |
| ja    | Datei hochladen | Maria-Heimsuchungskapelle HERIS-ID: 106511 Objekt-ID: 123685 TKK: 2880                                                   | Standort KG: Ellmau                     | Die Kapelle auf einem Hügel südöstlich des Dorfes wurde 1719 von Postmeister Johann Kaisermann errichtet, 1726 geweiht und 1838 renoviert und mit Gewölbemalereien versehen. Der gemauerte Bau weist ein schindelgedecktes Satteldach, einen Rundbogenchor und einen Nordturm mit Zwiebelhaube auf. An der Giebelseite befindet sich ein pilasterflankiertes Portal mit segmentbogigem Steingewände und ein hölzerner Vorbau. Das Innere ist von einer Stichkappentonne über Pilastergliederung überwölbt.                                                                               | BDA-Hist.: Q37807930 Status: § 2a Stand der BDA-Liste: 2025-06-30 Name: Maria-Heimsuchungskapelle GstNr.: .46 Maria Heimsuchungskapelle (Ellmau)                           |